# Goldgelber Strandflieder
Der Goldgelbe Strandflieder (Limonium aureum) ist eine Pflanzenart aus der Gattung der Strandflieder (Limonium) in der Familie der Bleiwurzgewächse (Plumbaginaceae).

## Merkmale
Der Goldgelbe Strandflieder ist eine ausdauernde krautige Pflanze, die Wuchshöhen von 10 bis 40 Zentimeter erreicht. Die Blätter messen 1 bis 5 × 0,5 bis 1,5 Zentimeter. Die Blütenstandsachse ist oft warzig. Die Ährchen bestehen aus 3 bis 5 Blüten. Die Krone ist gelb oder orange gefärbt. Der Kelchsaum ist gelb, orange oder weiß.
Die Blütezeit liegt im Juli.

## Vorkommen
Der Goldgelbe Strandflieder kommt in Ost-Sibirien und der Mongolei in Wüstensteppen und auf Salzböden vor.

## Nutzung
Der Goldgelbe Strandflieder wird selten als Zierpflanze für Steingärten genutzt. Es gibt 2 Sorten.

## Belege
- Eckehart J. Jäger, Friedrich Ebel, Peter Hanelt, Gerd K. Müller (Hrsg.): Exkursionsflora von Deutschland. Begründet von Werner Rothmaler. Band 5: Krautige Zier- und Nutzpflanzen. Springer, Spektrum Akademischer Verlag, Berlin/Heidelberg 2008, ISBN 978-3-8274-0918-8.